# Телефонный план нумерации Турции
Телефонный план нумерации Турции — диапазоны телефонных номеров, выделяемых различным пользователям телефонной сети общего пользования в Турции, специальные номера и другие особенности набора для совершения телефонных вызовов. Все международные номера пользователей данной телефонной сети имеют общее начало +90 - называемый префиксом или телефонным кодом страны.

## Общая информация
Международный телефонный номер состоит из кода страны 90 и 10 цифр национального номера. Где первые 3 цифры — это код региона, 7 цифр — номер абонента.

## Порядок набора
Для всех не-местных звонков требуется набрать префикс 0, затем нужно набрать код региона либо код мобильного оператора и номер абонента.
Для звонков на международные номера следует набрать префикс 00 + код страны + код города + номер абонента.

## Национальный план нумерации
С 1 августа 1993 года в Турции действует следующий план нумерации.

### Географические коды
- 216 xxx-xx-xx — Стамбул (Анатолия)
- 212 xxx-xx-xx — Стамбул (Фракия)
- 222 xxx-xx-xx — Эскишехир
- 224 xxx-xx-xx — Бурса
- 226 xxx-xx-xx — Ялова
- 228 xxx-xx-xx — Биледжик
- 232 xxx-xx-xx — Измир
- 236 xxx-xx-xx — Маниса
- 242 xxx-xx-xx — Анталья
- 246 xxx-xx-xx — Ыспарта
- 248 xxx-xx-xx — Бурдур
- 252 xxx-xx-xx — Мугла
- 256 xxx-xx-xx — Айдын
- 258 xxx-xx-xx — Денизли
- 262 xxx-xx-xx — Коджаэли
- 264 xxx-xx-xx — Сакарья
- 266 xxx-xx-xx — Балыкесир
- 272 xxx-xx-xx — Афьон
- 274 xxx-xx-xx — Кютахья
- 276 xxx-xx-xx — Ушак
- 282 xxx-xx-xx — Тегирдаг
- 284 xxx-xx-xx — Эдирне
- 286 xxx-xx-xx — Чанаккале
- 288 xxx-xx-xx — Кыркларели
- 312 xxx-xx-xx — Анкара
- 318 xxx-xx-xx — Кырыккале
- 322 xxx-xx-xx — Адана
- 324 xxx-xx-xx — Ичель
- 326 xxx-xx-xx — Хатай
- 328 xxx-xx-xx — Османие
- 332 xxx-xx-xx — Конья
- 338 xxx-xx-xx — Караман
- 342 xxx-xx-xx — Газиантеп
- 346 xxx-xx-xx — Сивас
- 348 xxx-xx-xx — Килис
- 352 xxx-xx-xx — Кайсери
- 354 xxx-xx-xx — Йоэгат
- 356 xxx-xx-xx — Токат
- 358 xxx-xx-xx — Амасья
- 362 xxx-xx-xx — Самсун
- 364 xxx-xx-xx — Чорум
- 366 xxx-xx-xx — Кастамону
- 368 xxx-xx-xx — Синоп
- 370 xxx-xx-xx — Карабюк
- 372 xxx-xx-xx — Зонгулдак
- 374 xxx-xx-xx — Болу
- 376 xxx-xx-xx — Чанкыры
- 378 xxx-xx-xx — Бартын
- 382 xxx-xx-xx — Аксарай
- 384 xxx-xx-xx — Невшехир
- 386 xxx-xx-xx — Кыршехир
- 388 xxx-xx-xx — Нигде
- 392 xxx-xx-xx — Турецкая Республика Северного Кипра
- 412 xxx-xx-xx — Диярбакыр
- 416 xxx-xx-xx — Адыяман
- 422 xxx-xx-xx — Малатья
- 424 xxx-xx-xx — Элязыг
- 426 xxx-xx-xx — Бингель
- 428 xxx-xx-xx — Тунджели
- 432 xxx-xx-xx — Ван
- 434 xxx-xx-xx — Битлис
- 436 xxx-xx-xx — Муш
- 438 xxx-xx-xx — Хакяри
- 442 xxx-xx-xx — Эрзурум
- 446 xxx-xx-xx — Эрзинджан
- 452 xxx-xx-xx — Орду
- 454 xxx-xx-xx — Гиресун
- 456 xxx-xx-xx — Гюмушхане
- 458 xxx-xx-xx — Байбурт
- 462 xxx-xx-xx — Трабзон
- 464 xxx-xx-xx — Ризе
- 466 xxx-xx-xx — Артвин
- 472 xxx-xx-xx — Агры
- 474 xxx-xx-xx — Карс
- 476 xxx-xx-xx — Игдыр
- 478 xxx-xx-xx — Ардахан
- 482 xxx-xx-xx — Мардин
- 484 xxx-xx-xx — Сиирт
- 486 xxx-xx-xx — Ширнак
- 488 xxx-xx-xx — Батман

### Мобильная связь
С ноября 2008 года в Турции действует система переносимости мобильного номера. То есть мобильный номер может принадлежать любому из действующих операторов.
- 502 xxx-xx-xx — Avea
- 503 xxx-xx-xx — Avea
- 504 xxx-xx-xx — Avea
- 512 xxx-xx-xx — Paging
- 522 xxx-xx-xx — NMT-I
- 530 xxx-xx-xx — Turkcell
- 531 xxx-xx-xx — Turkcell
- 532 xxx-xx-xx — Turkcell
- 533 xxx-xx-xx — Turkcell
- 534 xxx-xx-xx — Turkcell
- 535 xxx-xx-xx — Turkcell
- 536 xxx-xx-xx — Turkcell
- 537 xxx-xx-xx — Turkcell
- 538 xxx-xx-xx — Turkcell
- 539 xxx-xx-xx — Turkcell
- 542 xxx-xx-xx — Vodafone Turkey
- 543 xxx-xx-xx — Vodafone Turkey
- 544 xxx-xx-xx — Vodafone Turkey
- 545 xxx-xx-xx — Vodafone Turkey
- 546 xxx-xx-xx — Vodafone Turkey
- 547 xxx-xx-xx — Vodafone Turkey
- 552 xxx-xx-xx — Avea
- 553 xxx-xx-xx — Avea
- 554 xxx-xx-xx — Avea
- 555 xxx-xx-xx — Avea
- 592 xxx-xx-xx — Globalstar
- 594 xxx-xx-xx — Globalstar
- 596 xxx-xx-xx — Globalstar

### Коды 8xx и 9xx
- 800 — Бесплатные звонки
- 822 — Доступ «Dial-up» к Internet
- 900 — Платные звонки